# Orenco B
Orenco B là một mẫu thử máy bay tiêm kích của Hoa Kỳ trong Chiến tranh thế giới I.

## Tính năng kỹ chiến thuật
Dữ liệu lấy từ Some "Orenco" (U.S.A.) Aeroplanes
Đặc tính tổng quát
- Kíp lái: 1
- Chiều dài: 18 ft 10 in (5,74 m)
- Sải cánh trên: 26 ft 0 in (7,92 m)
- Sải cánh dưới: 23 ft 0 in (7,01 m)
- Chiều cao: 7 ft 4 in (2,24 m)
- Diện tích cánh: 180 foot vuông (17 m2)
- Trọng lượng rỗng: 985 lb (447 kg)
- Trọng lượng có tải: 1.290 lb (585 kg)
- Sức chứa nhiên liệu: 38 gal Mỹ (140 L)
- Động cơ: 1 × Gnome Monosoupape 9N kiểu động cơ piston 9 xy-lanh, 150 hp (110 kW)   [2]

Hiệu suất bay
- Vận tốc cực đại: 135 mph (217 km/h; 117 kn) trên mực nước biển
- Tầm bay: 202 mi (176 nmi; 325 km)
- Thời gian lên độ cao: 3 phút 20 s tới độ cao 5.000 ft (1.500 m)

Vũ khí trang bị

- Súng: 3× súng máy Fiat-Revelli Modello 1914

## Citations
1. ↑  Flight ngày 1 tháng 4 năm 1920, p. 366.
2. ↑  Angelucci and Bowers 1987, p. 380.